# Jonathan Del Arco
Jonathan Del Arco (Uruguay, 7 marzo 1966) è un attore e attivista politico per i diritti dei gay uruguaiano naturalizzato statunitense.
È noto per aver interpretato il personaggio del Borg Tugh nel franchise di fantascienza Star Trek.

## Biografia
Nel 1992 entra a far parte del franchise di fantascienza Star Trek, interpretando per la prima volta la parte del Borg Tugh (Hugh, nell'originale), che viene salvato, scollegandolo dalla comunità, dall'equipaggio dell'Enterprise D comandata da Jean-Luc Picard (Patrick Stewart), nell'episodio della quinta stagione della serie televisiva Star Trek: The Next Generation, Io, Borg (I, Borg). Ritorna, sempre nei panni di Tugh, nella settima stagione, nell'episodio Il ritorno dei Borg (seconda parte) (Descent, Part II). In seguito appare nella serie televisiva Star Trek: Voyager, interpretando l'alieno Fantome nell'episodio della settima stagione, Il vuoto (The Void). Doppia poi alcuni videogiochi del franchise, prestando la voce ad altri personaggi. Nel 2020 ritorna a interpretare il Borg Tugh in tre episodi della prima stagione della serie televisiva Star Trek: Picard.

## Vita privata
Jonathan Del Arco è dichiaratamente gay ed è sposato con il suo manager Kyle Fritz, che ha cominciato a frequentare nel 1992.

## Filmografia parziale

### Attore

#### Cinema
- Lost Angels, regia di Hugh Hudson (1989)
- I re del mambo (The Mambo Kings), regia di Arne Glimcher (1992)
- True Rights, regia di Meg Thayer (2000)
- Borrowed, regia di Carlos Rafael Betancourt e Oscar Ernesto Ortega (2001)

#### Televisione
- Miami Vice - serie TV, episodio 4x06 (1987)
- Star Trek: The Next Generation - serie TV, episodi 5x23-7x01 (1992-1993)
- Star Trek: Voyager - serie TV, episodio 7x15 (2001)
- Nip/Tuck - serie TV, 1x04-1x09-1x12 (2003)
- Crossing Jordan - serie TV, episodio 4x09 (2004)
- 24 - serie TV, episodio 4x23 (2005)
- I Soprano (The Sopranos) - serie TV, episodio 6x09 (2006)
- The Closer - serie TV, 39 episodi (2007-2012)
- Major Crimes - serie TV, 69 episodi (2012-2018)
- NCIS - Unità anticrimine (NCIS) - serie TV, episodio 14x06 (2016)
- Star Trek: Picard, serie TV, episodi 1x03-1x06-1x07 (2020)
- 9-1-1 - serie TV, episodio 8x08 (2024)

### Doppiatore
- Star Trek: Armada II - videogioco (2001)
- Star Trek: Bridge Commander - videogioco (2002)

## Doppiatori italiani
Nelle versioni in italiano delle opere in cui ha recitato, Jonathan Del Arco è stato doppiato da:
- Teo Bellia in The Closer (st. 4-7), Major Crimes
- Corrado Conforti in Star Trek: The Next Generation (ep. 5x23)
- Simone Mori in Star Trek: The Next Generation (ep. 7x01)
- Luca Ghignone in Nip/Tuck
- Francesco Sechi in The Closer (st. 3)
- Alberto Bognanni in NCIS - Unità anticrimine
- Christian Iansante in Star Trek: Picard
- Enrico Di Troia in Criminal Minds: Evolution
- Gabriele Marchingiglio in Station 19
- Federico Viola in 9-1-1